# 曾姬壶
曾姬壶，又作曾姬無卹壶，战国时代楚国青铜器，民國二十一年（1932）出自安徽壽縣朱家集李三孤堆楚幽王墓，现藏于台北国立故宫博物院。
曾姬壶同型两件，为一对。器高67.3公分、通高78.0公分、腹深57.5公分、口徑長20.8公分、寬18.8公分。兩壺器口內壁鑄有相同銘文5行39字：「隹（唯）王廿又六年，聖𧻚之夫人曾姬無卹，（吾）安茲漾陵，蒿間之無匹馬，甬（用）乍（作）宗彝尊壺，後嗣甬（用）之，（職）才（在）王室。」曾姬無卹是楚聲王的夫人。

## 外觀

#### 尺寸：
器高67.3公分、通高78.0公分、腹深57.5公分、口徑長20.8公分、寬18.8公分。

#### 外型：
此壺體呈橢方形，壺口稍大微侈口，長頸、垂腹、方圈足，頸部有一對顧龍形耳。蓋子呈盝頂形，上面有四個S形鈕。

#### 裝飾：
頸部裝飾著仰葉紋和兩條蟠虺紋飾帶，壺腹上有十字形凸起的帶子，把它分成了八個區間。上面四個部分填飾蟠虺紋，下面四個部分無紋路裝飾。

## 銘文
兩壺器口內壁鑄有相同銘文五行三十九字：「隹（唯）王廿又六年，聖𧻚之夫人曾姬無卹，（吾）安茲漾陵，蒿間之無匹馬，甬（用）乍（作）宗彝尊壺，後嗣甬（用）之，（職）才（在）王室。」 
銘文記述楚宣王二十六年（西元前344），楚聲王的夫人曾姬無卹為自己在漾陵蒿間選擇葬地。《史記•楚世家》記載楚聲王即位六年為盜所殺，是曾姬無卹早年喪偶，晚年自知不能與楚聲王合葬，因此製壺為銘記錄獨葬之處，其用意是希望楚王室不要忘了祭祀她。
壺銘字體屬於典型的戰國楚系文字，銘文內容具有史料價值。

## 歷史
曾姬壺同型兩件，相傳為民國二十一年（1932）出自安徽壽縣朱家集李三孤堆楚幽王墓，後為劉體智先生所藏。
現藏於國立故宮博物院，與編號中銅393為一對。